# Fängelselagen
Fängelselagen (2010:610) är en svensk lag som trädde i kraft den 1 april 2011.
Bestämmelserna om när ett fängelsestraff får verkställas och hur tiden för verkställigheten ska beräknas finns i lagen (1974:202) om beräkning av strafftid m.m.
- Dom kan verkställas om den dömde avgivit nöjdförklaring.[3]
- Varje intagen ska bemötas med respekt för sitt människovärde.[4] Se Justitieombudsmannens beslut  dnr 2968-2009.[5]

## Placering (2 kap.)
En intagen får inte placeras så att han eller hon underkastas mer ingripande övervakning och kontroll än som är nödvändigt.  En intagen får inte placeras så att han eller hon vistas tillsammans med intagna av motsatt kön. En intagen får medges att ha sitt spädbarn hos sig, om det kan anses vara till barnets bästa.

## Sysselsättning och ersättning (3 kap.)
En intagen ska ges möjlighet till sysselsättning. En intagen är skyldig att utföra eller delta i den sysselsättning som anvisas honom eller henne. En intagen som uppbär ålderspension enligt socialförsäkringsbalken får inte åläggas någon sysselsättning.

## Fritid (4 kap.)
En intagen ska ges möjlighet att vistas utomhus minst en timme varje dag.

## Personliga tillhörigheter (5 kap.)
En intagen får ta emot och inneha böcker, tidskrifter och tidningar, dock inte sådana som kan
1. äventyra ordningen eller säkerheten, eller
2. antas motverka den behandling som han eller hon genomgår.[12]

En intagen får inte utan särskilt medgivande disponera pass och pengar som omhändertagits.

## Vistelse i gemensamhet och avskildhet (6 kap.)
En intagen ska ges möjlighet att på sin fritid vistas i gemensamhet. En intagen får tillfälligt hållas avskild från andra intagna, om det är nödvändigt på grund av att den intagne är våldsam eller berusad. Om ett avskiljande inte kan verkställas i anstalt, får den intagne placeras i häkte i högst två dygn.

## Besök och andra kontakter (7 kap.)
En intagen får ta emot besök. Ett besök får, om det är nödvändigt av säkerhetsskäl, kontrolleras genom att
1. personal övervakar besöket, eller
2. besöket äger rum i ett besöksrum som är så utformat att det omöjliggör att föremål överlämnas.

Ett besök av en advokat som biträder den intagne i en rättslig angelägenhet får kontrolleras endast om advokaten eller den intagne begär det.
En intagen får stå i förbindelse med en annan person genom elektronisk kommunikation. Elektronisk kommunikation mellan en intagen och en annan person får avlyssnas om det är nödvändigt av säkerhetsskäl.

## Särskilda kontroll- och tvångsåtgärder (8 kap.)
För att underlätta identifieringen av en intagen får fotografi tas av honom eller henne. Den som ska tas in i en anstalt ska kroppsvisiteras eller kroppsbesiktigas för eftersökande av otillåtna föremål när han eller hon kommer till anstalten. Alkohol, narkotika och andra berusningsmedel får omhändertas och förstöras. En intagen får beläggas med fängsel.

## Hälso- och sjukvård (9 kap.)
En intagen som behöver hälso- och sjukvård ska vårdas enligt de anvisningar som ges av läkare.

## Permission och annan tillfällig vistelse utanför anstalt (10 kap.)
En intagen får, för att underlätta hans eller hennes anpassning i samhället, beviljas permission.

## Särskilda utslussningsåtgärder (11 kap.)
En intagen får beviljas tillstånd till vistelse utanför anstalt genom följande utslussningsåtgärder:
1. frigång
2. vårdvistelse
3. vistelse i halvvägshus och
4. utökad frigång.[26]

Den som är beviljad en utslussningsåtgärd är skyldig att på begäran lämna urin-, utandnings-, saliv-, svett-, blod- eller hårprov för kontroll av att han eller hon inte är påverkad av alkohol, narkotika, något annat berusningsmedel.

## Varning och uppskjuten villkorlig frigivning (12 kap.)
En intagen som bryter mot de föreskrifter och villkor som gäller för verkställigheten får tilldelas en varning. Rättighet får inte dras in automatiskt utan endast efter en individuell bedömning enligt Justitieombudsmannens beslut dnr 4993-209.
Villkorlig frigivning kan skjutas upp enligt 26 kap. 6–7 §§ brottsbalken. I mål och ärenden om uppskjuten villkorlig frigivning ska ett offentligt biträde förordnas.

## Beslut (13 kap.)
Ett beslut enligt fängelselagen fattas av Kriminalvården.
Beslut och viktiga händelser, vidtagna eller planerade åtgärder och omständigheter i övrigt som är av betydelse för vistelsen ska dokumenteras i en löpande journal enligt 3 § i kriminalvårdens författningssamling 2008:11.
En fråga om att upphäva ett tillstånd till en påbörjad vårdvistelse, en vistelse i halvvägshus eller en utökad frigång prövas av en övervakningsnämnd efter en anmälan av Kriminalvården.

## Överklagande (14 kap.)
Kriminalvårdens beslut enligt fängelselagen får överklagas till allmän förvaltningsdomstol.
Ett beslut överklagas till den förvaltningsrätt inom vars domkrets den anstalt, det häkte eller det frivårdskontor är beläget där den klagande var inskriven när det första beslutet i ärendet fattades. Ett beslut får inte överklagas innan beslutet har omprövats av Kriminalvården.
Prövningstillstånd krävs vid överklagande till kammarrätt.

## Övriga bestämmelser (15 kap.)
Den som olovligen överlämnar eller försöker överlämna ett vapen eller annat farligt föremål till en intagen döms till böter eller fängelse i högst ett år, om inte gärningen är belagd med strängare straff i Brottsbalken.
Den som till en intagen lämnar alkohol eller annat berusningsmedel eller injektionsspruta eller kanyl som kan användas vid narkotikamissbruk döms till böter eller fängelse i högst sex månader, om inte gärningen är belagd med strängare straff i annan lag.